# Margaret Cooper (Schwimmerin)

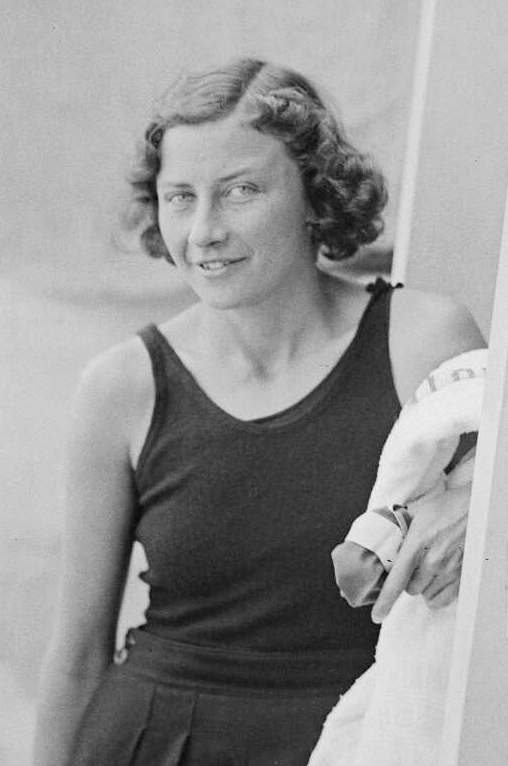
Margaret Cooper (1934)

Margaret Joyce Cooper, nach Heirat Badcock, (* 18. April 1909 in Ceylon; † 22. Juli 2002 in Chichester, England) war eine britische Schwimmerin, die vier olympische Medaillen gewann.

## Karriere
Margaret Cooper war als eine von drei Töchtern eines Teeplantagen-Besitzers in der britischen Kolonie Ceylon aufgewachsen, dem heutigen Sri Lanka. Das Schwimmen lernte sie im Indischen Ozean. 
1927 fanden nach 1926 die zweiten Europameisterschaften statt. Bei den Schwimmeuropameisterschaften 1927 in Bologna standen erstmals auch Wettbewerbe für Frauen auf dem Programm. Über 100 Meter Freistil siegte die Niederländerin Marie Vierdag vor Margaret Cooper. Die britische 100-Meter-Freistilstaffel mit Marion Laverty, Valerie Davies, Ellen King und Margaret Cooper gewann den Titel vor den Niederländerinnen und den Deutschen.
Bei den Olympischen Spielen 1928 in Amsterdam siegte die Freistilstaffel aus den Vereinigten Staaten vor der britischen Staffel mit Margaret Cooper, Sarah Stewart, Vera Tanner und Ellen King. Zwei Tage später siegte im 100-Meter-Rückenschwimmen die Niederländerin Marie Braun in 1:22,0 Minuten vor Ellen King in 1:22,2 Minuten und Margaret Cooper in 1:22,8 Minuten. Am gleichen Tag fand auch das Finale über 100 Meter Freistil statt. Hier siegte Albina Osipowich aus den Vereinigten Staaten vor ihrer Landsfrau Eleanor Saville. Dahinter erhielt Margaret Cooper die Bronzemedaille vor der Britin Jean McDowell zugesprochen. Die beiden hatten nahezu gleichzeitig angeschlagen, die Entscheidung über die Bronzemedaille ging mit 3.2 Kampfrichterstimmen zugunsten von Cooper aus.
1930 wurden im kanadischen Hamilton erstmals die British Empire Games ausgetragen, die Vorläuferveranstaltung der Commonwealth Games. Bei den British Empire Games 1930 siegte über 100 Yards Freistil Margaret Cooper für England vor der für Schottland startenden Ellen King und der für Wales startenden Valerie Davies. Über 400 Meter siegte Cooper vor Davies und der Schottin Sarah Stewart. Ihren dritten Titel gewann Cooper über 100 Yards Rückenschwimmen vor Valerie Davies und der Engländerin Phyllis Harding. Die englische Freistilstaffel mit Margaret Cooper, ihrer Schwester Doreen Cooper, Olive Joynes und Phyllis Harding siegte vor der kanadischen und der schottischen Staffel.
Bei den Schwimmeuropameisterschaften 1931 in Paris belegte Cooper den dritten Platz über 100 Meter Freistil hinter der Französin Yvonne Godard und der Niederländerin Willy den Ouden. Über 400 Meter Freistil und über 100 Meter Rücken erhielt sie jeweils die Silbermedaille hinter der Niederländerin Marie Braun. In der Freistilstaffel siegten die Niederländerinnen vor der britischen Staffel mit Valerie Davies, Phyllis Harding, Jean McDowell und Cooper.
Cooper nahm 1932 an den Olympischen Spielen 1932 in Los Angeles teil, trat in vier Disziplinen an und erreichte dreimal das Finale. Zuerst schied sie über 100 Meter Freistil im Halbfinale aus, wobei sie als Vierte des ersten Vorlaufs schneller als alle Schwimmerinnen des zweiten Vorlaufs war; es kamen aber nur die besten drei jeden Vorlaufs in das Finale. Dann belegte sie den sechsten Platz über 100 Meter Rücken. In der Freistilstaffel siegten die Schwimmerinnen aus den Vereinigten Staaten vor den Niederländerinnen, dahinter gewann die britische Staffel mit Valerie Davies, Helen Varcoe, Edna Hughes und Margaret Cooper die Bronzemedaille. Einen Tag später belegte Cooper den vierten Platz über 400 Meter Freistil.
1934 heiratete sie den Ruder-Olympiasieger John Badcock, die Söhne David und Felix waren in den 1950er Jahren als Ruderer erfolgreich, erreichten aber im Gegensatz zu ihren Eltern nicht die Olympischen Spiele. 1996 wurde Margaret Joyce Cooper in die International Swimming Hall of Fame aufgenommen.